# Diocesi di San Juan de los Lagos
La diocesi di San Juan de los Lagos (in latino Dioecesis Sancti Ioannis a Lacubus) è una sede della Chiesa cattolica in Messico suffraganea dell'arcidiocesi di Guadalajara. Nel 2022 contava 980.000 battezzati su 1.008.000 abitanti. È retta dal vescovo José Leopoldo González González.

## Territorio
La diocesi comprende 20 comuni nella parte orientale dello stato messicano di Jalisco: Acatic, Arandas, Atotonilco el Alto, Ayotlán, Cañadas de Obregón, Degollado, Jalostotitlán, Jesús María, Lagos de Moreno, Mexticacán, San Diego de Alejandría, San Ignacio Cerro Gordo, San Juan de los Lagos, San Julián, San Miguel el Alto, Tepatitlán de Morelos, Tototlán, Unión de San Antonio, Valle de Guadalupe e Yahualica de González Gallo. Appartiene alla diocesi anche la località di Jalpa de Cánovas nel comune di Purísima del Rincón nello stato di Guanajuato.
Sede vescovile è la città di San Juan de los Lagos, dove si trova la cattedrale di Nostra Signora (Nuestra Señora de San Juan de los Lagos), che è anche uno dei santuari più visitati del Messico, secondo solo al santuario di Nostra Signora di Guadalupe.
Il territorio si estende su una superficie di 12.000 km² ed è suddiviso in 92 parrocchie.

## Storia
La diocesi è stata eretta il 25 marzo 1972 con la bolla Qui omnium di papa Paolo VI, ricavandone il territorio dall'arcidiocesi di Guadalajara.
La diocesi ha ricevuto la visita pastorale di papa Giovanni Paolo II nel mese di maggio del 1990.

## Cronotassi dei vescovi
Si omettono i periodi di sede vacante non superiori ai 2 anni o non storicamente accertati.
- Francisco Javier Nuño y Guerrero † (25 marzo 1972 - 10 gennaio 1981 ritirato)
- José López Lara † (28 luglio 1981[3] - 25 aprile 1987 deceduto)
- José Trinidad Sepúlveda Ruiz-Velasco † (12 febbraio 1988 - 20 gennaio 1999 ritirato)
- Javier Navarro Rodríguez (20 gennaio 1999 - 3 maggio 2007 nominato vescovo di Zamora)
- Felipe Salazar Villagrana (11 marzo 2008 - 2 aprile 2016 ritirato)
- Jorge Alberto Cavazos Arizpe (2 aprile 2016 - 26 marzo 2022 nominato arcivescovo di San Luis Potosí)[4]
- José Leopoldo González González, dal 19 marzo 2024

## Statistiche
La diocesi nel 2022 su una popolazione di 1.008.000 persone contava 980.000 battezzati, corrispondenti al 97,2% del totale.
| anno | popolazione | popolazione | popolazione | presbiteri | presbiteri | presbiteri | presbiteri                | diaconi | religiosi | religiosi | parrocchie |
| anno | battezzati  | totale      | %           | numero     | secolari   | regolari   | battezzati per presbitero | diaconi | uomini    | donne     | parrocchie |
| ---- | ----------- | ----------- | ----------- | ---------- | ---------- | ---------- | ------------------------- | ------- | --------- | --------- | ---------- |
| 1976 | 568.830     | 569.270     | 99,9        | 148        | 136        | 12         | 3.843                     |         | 25        | 321       | 43         |
| 1980 | 632.715     | 644.985     | 98,1        | 158        | 146        | 12         | 4.004                     |         | 30        | 357       | 44         |
| 1990 | 999.302     | 1.010.042   | 98,9        | 193        | 176        | 17         | 5.177                     |         | 28        | 401       | 51         |
| 1999 | 991.391     | 994.215     | 99,7        | 264        | 248        | 16         | 3.755                     |         | 27        | 437       | 57         |
| 2000 | 987.870     | 997.606     | 99,0        | 273        | 254        | 19         | 3.618                     |         | 79        | 387       | 57         |
| 2001 | 1.007.745   | 1.018.839   | 98,9        | 275        | 259        | 16         | 3.664                     |         | 58        | 427       | 64         |
| 2002 | 799.578     | 864.008     | 92,5        | 278        | 261        | 17         | 2.876                     |         | 61        | 375       | 65         |
| 2003 | 916.347     | 924.668     | 99,1        | 276        | 258        | 18         | 3.320                     |         | 32        | 355       | 65         |
| 2004 | 978.601     | 997.171     | 98,1        | 289        | 275        | 14         | 3.386                     |         | 51        | 429       | 70         |
| 2010 | 1.047.000   | 1.077.000   | 97,2        | 300        | 285        | 15         | 3.490                     |         | 118       | 490       | 74         |
| 2014 | 1.084.000   | 1.115.000   | 97,2        | 303        | 287        | 16         | 3.577                     |         | 113       | 425       | 80         |
| 2017 | 895.275     | 929.365     | 96,3        | 328        | 311        | 17         | 2.729                     |         | 48        | 455       | 89         |
| 2020 | 964.012     | 990.717     | 97,3        | 351        | 336        | 15         | 2.746                     |         | 64        | 383       | 91         |
| 2022 | 980.000     | 1.008.000   | 97,2        | 366        | 351        | 15         | 2.677                     |         | 53        | 336       | 92         |